# Frente de onda

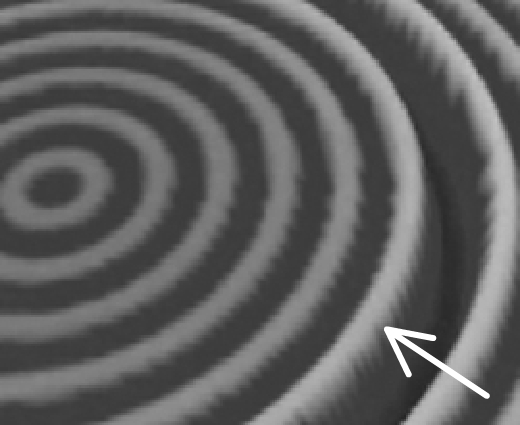
Representación de una onda, con frente de onda indicado por la flecha.

Se denomina frente de onda al lugar geométrico en que los puntos del medio son alcanzados en un mismo instante por una determinada onda. Dada una onda propagándose en el espacio o sobre una superficie, los frentes de onda pueden visualizarse como superficies que se expanden a lo largo del tiempo alejándose de la fuente que genera las ondas sin tocarse entre sí.

## Forma del frente de onda
Para ondas tridimensionales, el frente de onda suele ser plano o esférico (sólo si existe algún tipo de anisotropía o heterogeneidad encontramos otras superficies más complicadas). Para ondas bidimensionales, como las de la superficie del agua, el frente suele ser plano o circular (en caso de anisotropía o inhomogeneidad pueden aparecer otras formas).
El frente de onda está formado por puntos que comparten la misma fase, por tanto en un instante dado t un frente de onda está formado por el lugar geométrico (superficie o línea) de todos los puntos cuyas coordenadas satisfacen la relación:
{\displaystyle {\frac {\mathbf {n} \cdot \mathbf {r} }{\lambda }}-\nu t=C_{0}}
| Símbolo                      | Nombre |
| ---------------------------- | --- |
| {\displaystyle \lambda }     | Longitud de onda |
| {\displaystyle \mathbf {n} } | Vector unitario que coincide en cada punto del espacio con la dirección de propagación de la onda                         |
| {\displaystyle \nu }         | Frecuencia de la onda |
| {\displaystyle C_{0}}        | Valor real, tomando diferentes valores de este parámetro se obtienen diferentes frentes de onda en el mismo instante dado |

- Datos: Q461533
- Multimedia: Wavefront / Q461533